# 彼得·马德森
彼得·马德森（Peter Madsen，1971年1月12日—）是一位丹麥謀殺犯。被判刑前是一名自学成才的航空航天工程师、艺术家、潛艇建设者、非营利性私人航天组织“哥本哈根火箭轨道”共同创始人，同时也是RML Spacelab ApS的首席执行官和创始人。

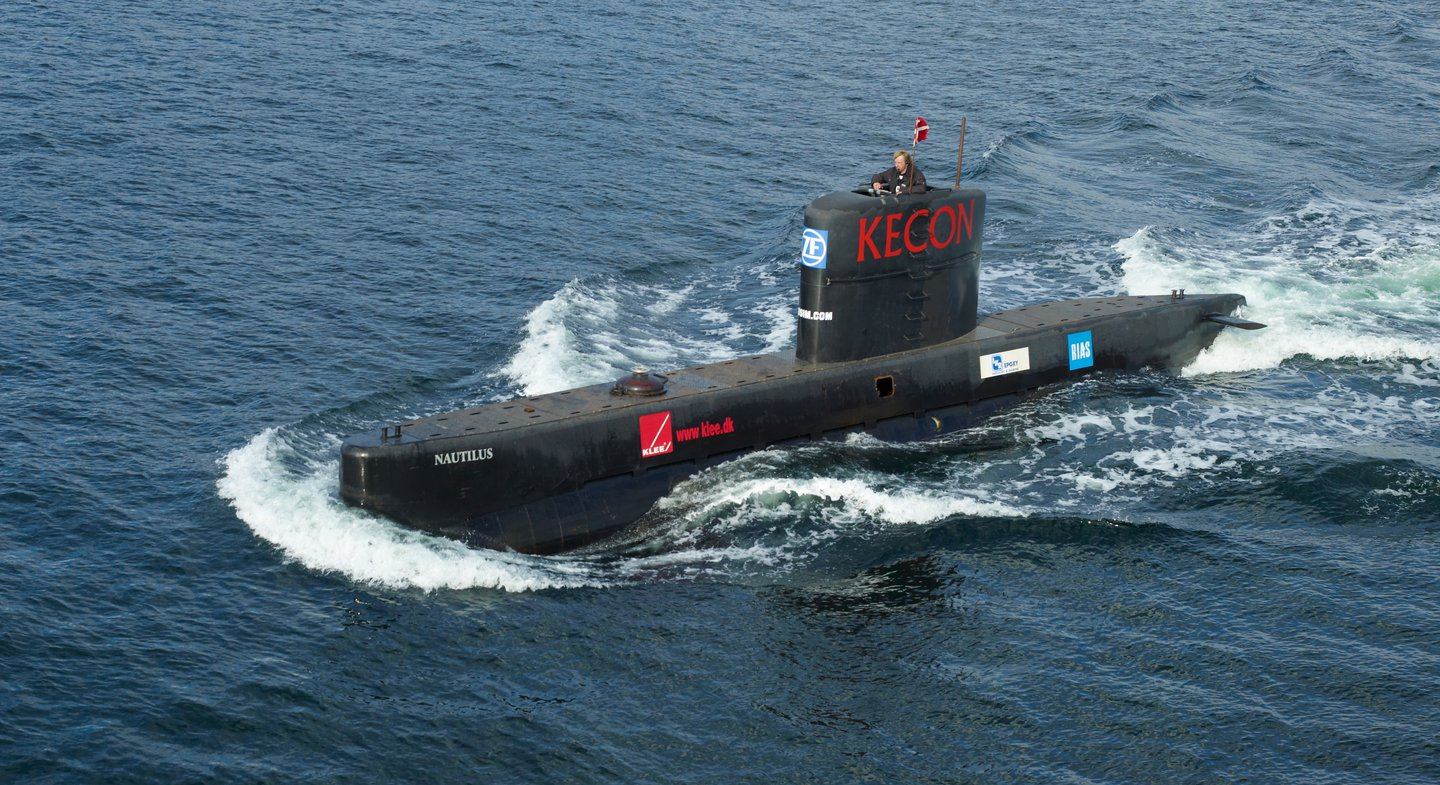
自製UC3鸚鵡螺號

## 潜艇

### UC3 Nautilus
马德森曾在私人建造的丹麦潜艇UC3 Nautilus上工作。该潜艇于2008年5月3日在丹麦哥本哈根首航。UC3 Nautilus工期三年，费用约为20万美元建立（150万丹麦克朗）。

## Suborbitals
2008年5月1日，彼得·马德森和克里斯蒂安·冯·本登森（Kristian von Bengtson）一起建立了哥本哈根次级轨道。
2014年6月，彼得·马德森离开了这个项目。他主要负责发布轨道的发射系统，发射台和助推器火箭发动机。

## 创立公司 Rocket Madsen Space Lab（简称 RML）
2014年6月，马德森建立了一间实验室名为 Rocket Madsen Space Lab (简称 RML）。该公司建立的目标是建造和发射载人航天器。从2016年起，RML依靠风险投资资金开发微型卫星运载火箭。马德森曾在丹麦新闻杂志“Ingeniøren”的网站上以Raket-Madsens Rumlaboratorium（丹麦语 为马德森火箭实验室）为标题开设博客，记录他的活动。

## 謀殺記者與UC3 Nautilus沉没事件
当地时间2017年8月10日，彼得·马德森带领瑞典女记者吉姆·沃尔（Kim Wall）参观UC3 Nautilus潜艇并驾驶出海，途中计划接受她的采访。但她并没有如期在当天返回。8月11日，吉姆·沃尔的亲人报警称其失踪，同日UC3 Nautilus被发现下沉并沉没。当日晚些时候马德森因谋杀罪被捕。8月12日，法庭裁定他因非自愿的误杀罪而被判入狱24天。8月14日，丹麦警方宣布确信潜艇的沉没是被人为故意所致。 当地时间8月21日，丹麦警方在哥本哈根南部的海滩上发现一具无头无四肢的女尸，经过DNA对比，确认尸体是之前失踪的女记者吉姆·沃尔。尸体上被绑有金属防止其上浮。彼得·马德森之后向警方承认在沃尔“意外”丧生后将沃尔的尸体扔出潜艇。
後來此說被法庭駁回，認定他有謀殺，並且性侵，警方判定他是故意鑿沉潛艇，判處終身監禁。